# 1958年4月4日月食
1958年4月4日月食为一次在协调世界时1958年4月4日出現的半影月食。該次月食半影食分為0.039、全影食分為-0.936。

## 概述
這次月食的食分是12.82。

## 基本參數
- 類型：半影月食
- 食甚資料：
  - 日期：1958年4月4日
  - 時間：4:00
  - 月球位置：赤經12.82度、赤緯-7.0度
  - 食分：半影食分：0.039、全影食分：-0.936

## 外部連結
- NASA月食專頁（页面存档备份，存于）（英文）